# .bd
.bd je vrhovna internetska domena (country code top-level domain - ccTLD) za Bangladeš. Domenom upravlja Ministarstvo pošta i telekomunikacija Bangladeša.

## Vanjske poveznice
- IANA .bd whois informacija  Arhivirana inačica izvorne stranice od 16. svibnja 2008. (Wayback Machine)